# Kenneth (Minnesota)
Kenneth es una ciudad ubicada en el condado de Rock en el estado estadounidense de Minnesota. En el Censo de 2010 tenía una población de 68 habitantes y una densidad poblacional de 24,91 personas por km².

## Geografía
Kenneth se encuentra ubicada en las coordenadas 43°45′16″N 96°4′22″O / 43.75444, -96.07278. Según la Oficina del Censo de los Estados Unidos, Kenneth tiene una superficie total de 2.73 km², de la cual 2.73 km² corresponden a tierra firme y (0%) 0 km² es agua.

## Demografía
Según el censo de 2010, había 68 personas residiendo en Kenneth. La densidad de población era de 24,91 hab./km². De los 68 habitantes, Kenneth estaba compuesto por el 100% blancos, el 0% eran afroamericanos, el 0% eran amerindios, el 0% eran asiáticos, el 0% eran isleños del Pacífico, el 0% eran de otras razas y el 0% pertenecían a dos o más razas. Del total de la población el 0% eran hispanos o latinos de cualquier raza.